# Chnaurococcus trifolii
Chnaurococcus trifolii är en insektsart som beskrevs av Ferris 1953. Chnaurococcus trifolii ingår i släktet Chnaurococcus och familjen ullsköldlöss. Inga underarter finns listade i Catalogue of Life.